# Use Somebody
Use Somebody is de tweede single van het album Only By the Night, het vierde studioalbum van de Kings of Leon. Het nummer werd wereldwijd uitgebracht op 8 december 2008 en beleefde een exclusieve voor-première op de bands MySpace pagina op 4 november 2008.
In België behaalde het nummer de eerste plaats in de Ultratop 50, in Nederland behaalde het de 7e plaats in de Nederlandse Top 40.

## Achtergrond
In een interview vertelde zanger Caleb Followill dat de band een jaar daarvoor tot inspiratie voor dit nummer was gekomen, toen ze aan het toeren was en in de SECC-hallen te Glasgow te maken kreeg met een stroomuitval, en op dat moment het gevoel kreeg van ik kan wel wat hulp gebruiken (Use Somebody). Op die avond is Use Somebody ontstaan.
De clip bestaat grotendeels uit archiefmateriaal, dat beelden toont van hun concertreeksen, afgewisseld met ontspannende momenten.
De leden van Kings of Leon droegen dit nummer op 22 juni 2011 ook op aan hun goede vriend Ryan Dunn, die op 20 juni was omgekomen bij een auto-ongeluk.

## Hitnoteringen Kings of Leon

### Nederlandse Top 40
| Hitnotering: 24-01-2009 t/m 20-06-2009 | Hitnotering: 24-01-2009 t/m 20-06-2009 | Hitnotering: 24-01-2009 t/m 20-06-2009 | Hitnotering: 24-01-2009 t/m 20-06-2009 | Hitnotering: 24-01-2009 t/m 20-06-2009 | Hitnotering: 24-01-2009 t/m 20-06-2009 | Hitnotering: 24-01-2009 t/m 20-06-2009 | Hitnotering: 24-01-2009 t/m 20-06-2009 | Hitnotering: 24-01-2009 t/m 20-06-2009 | Hitnotering: 24-01-2009 t/m 20-06-2009 | Hitnotering: 24-01-2009 t/m 20-06-2009 | Hitnotering: 24-01-2009 t/m 20-06-2009 | Hitnotering: 24-01-2009 t/m 20-06-2009 |
| Week:                                  | 1                                      | 2                                      | 3                                      | 4                                      | 5                                      | 6                                      | 7                                      | 8                                      | 9                                      | 10                                     | 11                                     | 12                                     |
| -------------------------------------- | -------------------------------------- | -------------------------------------- | -------------------------------------- | -------------------------------------- | -------------------------------------- | -------------------------------------- | -------------------------------------- | -------------------------------------- | -------------------------------------- | -------------------------------------- | -------------------------------------- | -------------------------------------- |
| Positie:                               | 29                                     | 20                                     | 15                                     | 11                                     | 11                                     | 9                                      | 8                                      | 8                                      | 7                                      | 8                                      | 10                                     | 10                                     |
| Week:                                  | 13                                     | 14                                     | 15                                     | 16                                     | 17                                     | 18                                     | 19                                     | 20                                     | 21                                     | 22                                     |                                        |                                        |
| Positie:                               | 10                                     | 10                                     | 10                                     | 12                                     | 16                                     | 24                                     | 25                                     | 27                                     | 30                                     | 40                                     | uit                                    |                                        |

### NederlandseSingle Top 100
| Hitnotering: 10-01-2009 t/m 27-06-2009 | Hitnotering: 10-01-2009 t/m 27-06-2009 | Hitnotering: 10-01-2009 t/m 27-06-2009 | Hitnotering: 10-01-2009 t/m 27-06-2009 | Hitnotering: 10-01-2009 t/m 27-06-2009 | Hitnotering: 10-01-2009 t/m 27-06-2009 | Hitnotering: 10-01-2009 t/m 27-06-2009 | Hitnotering: 10-01-2009 t/m 27-06-2009 | Hitnotering: 10-01-2009 t/m 27-06-2009 | Hitnotering: 10-01-2009 t/m 27-06-2009 | Hitnotering: 10-01-2009 t/m 27-06-2009 | Hitnotering: 10-01-2009 t/m 27-06-2009 | Hitnotering: 10-01-2009 t/m 27-06-2009 | Hitnotering: 10-01-2009 t/m 27-06-2009 |
| Week:                                  | 1                                      | 2                                      | 3                                      | 4                                      | 5                                      | 6                                      | 7                                      | 8                                      | 9                                      | 10                                     | 11                                     | 12                                     | 13                                     |
| -------------------------------------- | -------------------------------------- | -------------------------------------- | -------------------------------------- | -------------------------------------- | -------------------------------------- | -------------------------------------- | -------------------------------------- | -------------------------------------- | -------------------------------------- | -------------------------------------- | -------------------------------------- | -------------------------------------- | -------------------------------------- |
| Positie:                               | 59                                     | 33                                     | 22                                     | 21                                     | 11                                     | 17                                     | 16                                     | 18                                     | 13                                     | 11                                     | 14                                     | 27                                     | 25                                     |
| Week:                                  | 14                                     | 15                                     | 16                                     | 17                                     | 18                                     | 19                                     | 20                                     | 21                                     | 22                                     | 23                                     | 24                                     | 25                                     |                                        |
| Positie:                               | 15                                     | 28                                     | 37                                     | 40                                     | 39                                     | 41                                     | 41                                     | 41                                     | 58                                     | 46                                     | 54                                     | 50                                     | uit                                    |

### VlaamseUltratop 50
| Hitnotering: (Week 1 t/m 26) 20-12-2008 t/m 13-06-2009 Hitnotering: (Week 27 t/m 31) 11-07-2009 t/m 08-08-2009 | Hitnotering: (Week 1 t/m 26) 20-12-2008 t/m 13-06-2009 Hitnotering: (Week 27 t/m 31) 11-07-2009 t/m 08-08-2009 | Hitnotering: (Week 1 t/m 26) 20-12-2008 t/m 13-06-2009 Hitnotering: (Week 27 t/m 31) 11-07-2009 t/m 08-08-2009 | Hitnotering: (Week 1 t/m 26) 20-12-2008 t/m 13-06-2009 Hitnotering: (Week 27 t/m 31) 11-07-2009 t/m 08-08-2009 | Hitnotering: (Week 1 t/m 26) 20-12-2008 t/m 13-06-2009 Hitnotering: (Week 27 t/m 31) 11-07-2009 t/m 08-08-2009 | Hitnotering: (Week 1 t/m 26) 20-12-2008 t/m 13-06-2009 Hitnotering: (Week 27 t/m 31) 11-07-2009 t/m 08-08-2009 | Hitnotering: (Week 1 t/m 26) 20-12-2008 t/m 13-06-2009 Hitnotering: (Week 27 t/m 31) 11-07-2009 t/m 08-08-2009 | Hitnotering: (Week 1 t/m 26) 20-12-2008 t/m 13-06-2009 Hitnotering: (Week 27 t/m 31) 11-07-2009 t/m 08-08-2009 | Hitnotering: (Week 1 t/m 26) 20-12-2008 t/m 13-06-2009 Hitnotering: (Week 27 t/m 31) 11-07-2009 t/m 08-08-2009 | Hitnotering: (Week 1 t/m 26) 20-12-2008 t/m 13-06-2009 Hitnotering: (Week 27 t/m 31) 11-07-2009 t/m 08-08-2009 | Hitnotering: (Week 1 t/m 26) 20-12-2008 t/m 13-06-2009 Hitnotering: (Week 27 t/m 31) 11-07-2009 t/m 08-08-2009 | Hitnotering: (Week 1 t/m 26) 20-12-2008 t/m 13-06-2009 Hitnotering: (Week 27 t/m 31) 11-07-2009 t/m 08-08-2009 | Hitnotering: (Week 1 t/m 26) 20-12-2008 t/m 13-06-2009 Hitnotering: (Week 27 t/m 31) 11-07-2009 t/m 08-08-2009 | Hitnotering: (Week 1 t/m 26) 20-12-2008 t/m 13-06-2009 Hitnotering: (Week 27 t/m 31) 11-07-2009 t/m 08-08-2009 | Hitnotering: (Week 1 t/m 26) 20-12-2008 t/m 13-06-2009 Hitnotering: (Week 27 t/m 31) 11-07-2009 t/m 08-08-2009 | Hitnotering: (Week 1 t/m 26) 20-12-2008 t/m 13-06-2009 Hitnotering: (Week 27 t/m 31) 11-07-2009 t/m 08-08-2009 | Hitnotering: (Week 1 t/m 26) 20-12-2008 t/m 13-06-2009 Hitnotering: (Week 27 t/m 31) 11-07-2009 t/m 08-08-2009 | Hitnotering: (Week 1 t/m 26) 20-12-2008 t/m 13-06-2009 Hitnotering: (Week 27 t/m 31) 11-07-2009 t/m 08-08-2009 |
| Week: | 1 | 2 | 3 | 4 | 5 | 6 | 7 | 8 | 9 | 10 | 11 | 12 | 13 | 14 | 15 | 16 | 17 |
| --- | --- | --- | --- | --- | --- | --- | --- | --- | --- | --- | --- | --- | --- | --- | --- | --- | --- |
| Positie: | 22 | 24 | 22 | 17 | 17 | 8 | 1 | 1 | 3 | 4 | 4 | 4 | 3 | 4 | 4 | 5 | 10 |
| Week: | 18 | 19 | 20 | 21 | 22 | 23 | 24 | 25 | 26 | | 27 | 28 | 29 | 30 | 31 | | |
| Positie: | 9 | 6 | 19 | 23 | 26 | 39 | 45 | 45 | 49 | uit | 39 | 11 | 32 | 34 | 46 | uit | |

### NPO Radio 2 Top 2000
| Nummer met noteringen in de NPO Radio 2 Top 2000 | '09  | '10 | '11 | '12 | '13 | '14 | '15 | '16 | '17 | '18 | '19 | '20 | '21  | '22  | '23  | '24  |
| ------------------------------------------------ | ---- | --- | --- | --- | --- | --- | --- | --- | --- | --- | --- | --- | ---- | ---- | ---- | ---- |
| Use Somebody                                     | 1619 | 491 | 229 | 331 | 262 | 391 | 455 | 516 | 677 | 723 | 900 | 912 | 1123 | 1241 | 1344 | 1321 |

1. ↑  Een vetgedrukt getal geeft de hoogste notering aan.
2. ↑  2009 was het eerste jaar met een notering voor dit nummer.

## Versie Laura Jansen
De Nederlandse zangeres Laura Jansen bracht in oktober/november 2009 een cover uit van Use Somebody in een balladeversie. Jansen zingt en begeleidt zichzelf op de piano. Het nummer kwam op 28 november 2009 binnen op nummer 35 in de Nederlandse Top 40.
Op 30 oktober 2010 kwam de single opnieuw binnen in een hitlijst; ditmaal op nummer 8 in de Single Top 100.

### Hitnoteringen Laura Jansen

#### Nederlandse Top 40
| Hitnotering: 28-11-2009 t/m 27-02-2010 | Hitnotering: 28-11-2009 t/m 27-02-2010 | Hitnotering: 28-11-2009 t/m 27-02-2010 | Hitnotering: 28-11-2009 t/m 27-02-2010 | Hitnotering: 28-11-2009 t/m 27-02-2010 | Hitnotering: 28-11-2009 t/m 27-02-2010 | Hitnotering: 28-11-2009 t/m 27-02-2010 | Hitnotering: 28-11-2009 t/m 27-02-2010 | Hitnotering: 28-11-2009 t/m 27-02-2010 | Hitnotering: 28-11-2009 t/m 27-02-2010 | Hitnotering: 28-11-2009 t/m 27-02-2010 | Hitnotering: 28-11-2009 t/m 27-02-2010 | Hitnotering: 28-11-2009 t/m 27-02-2010 | Hitnotering: 28-11-2009 t/m 27-02-2010 | Hitnotering: 28-11-2009 t/m 27-02-2010 | Hitnotering: 28-11-2009 t/m 27-02-2010 |
| Week:                                  | 1                                      | 2                                      | 3                                      | 4                                      | 5                                      | 6                                      | 7                                      | 8                                      | 9                                      | 10                                     | 11                                     | 12                                     | 13                                     | 14                                     |                                        |
| -------------------------------------- | -------------------------------------- | -------------------------------------- | -------------------------------------- | -------------------------------------- | -------------------------------------- | -------------------------------------- | -------------------------------------- | -------------------------------------- | -------------------------------------- | -------------------------------------- | -------------------------------------- | -------------------------------------- | -------------------------------------- | -------------------------------------- | -------------------------------------- |
| Positie:                               | 35                                     | 27                                     | 16                                     | 14                                     | 18                                     | 18                                     | 16                                     | 14                                     | 13                                     | 14                                     | 21                                     | 22                                     | 32                                     | 40                                     | uit                                    |

#### NederlandseSingle Top 100
| Hitnotering: (Week 1 t/m 35) 24-10-2009 t/m 19-06-2010 Hitnotering: (Week 36 t/m 54) 30-10-2010 t/m 05-03-2011 Hitnotering: (Week 55 t/m 56) 19-03-2011 t/m 26-03-2011 Hitnotering: (Week 57 t/m 60) 16-04-2011 t/m 07-05-2011 Hitnotering: (Week 61 t/m 62) 28-05-2011 t/m 04-06-2011 | Hitnotering: (Week 1 t/m 35) 24-10-2009 t/m 19-06-2010 Hitnotering: (Week 36 t/m 54) 30-10-2010 t/m 05-03-2011 Hitnotering: (Week 55 t/m 56) 19-03-2011 t/m 26-03-2011 Hitnotering: (Week 57 t/m 60) 16-04-2011 t/m 07-05-2011 Hitnotering: (Week 61 t/m 62) 28-05-2011 t/m 04-06-2011 | Hitnotering: (Week 1 t/m 35) 24-10-2009 t/m 19-06-2010 Hitnotering: (Week 36 t/m 54) 30-10-2010 t/m 05-03-2011 Hitnotering: (Week 55 t/m 56) 19-03-2011 t/m 26-03-2011 Hitnotering: (Week 57 t/m 60) 16-04-2011 t/m 07-05-2011 Hitnotering: (Week 61 t/m 62) 28-05-2011 t/m 04-06-2011 | Hitnotering: (Week 1 t/m 35) 24-10-2009 t/m 19-06-2010 Hitnotering: (Week 36 t/m 54) 30-10-2010 t/m 05-03-2011 Hitnotering: (Week 55 t/m 56) 19-03-2011 t/m 26-03-2011 Hitnotering: (Week 57 t/m 60) 16-04-2011 t/m 07-05-2011 Hitnotering: (Week 61 t/m 62) 28-05-2011 t/m 04-06-2011 | Hitnotering: (Week 1 t/m 35) 24-10-2009 t/m 19-06-2010 Hitnotering: (Week 36 t/m 54) 30-10-2010 t/m 05-03-2011 Hitnotering: (Week 55 t/m 56) 19-03-2011 t/m 26-03-2011 Hitnotering: (Week 57 t/m 60) 16-04-2011 t/m 07-05-2011 Hitnotering: (Week 61 t/m 62) 28-05-2011 t/m 04-06-2011 | Hitnotering: (Week 1 t/m 35) 24-10-2009 t/m 19-06-2010 Hitnotering: (Week 36 t/m 54) 30-10-2010 t/m 05-03-2011 Hitnotering: (Week 55 t/m 56) 19-03-2011 t/m 26-03-2011 Hitnotering: (Week 57 t/m 60) 16-04-2011 t/m 07-05-2011 Hitnotering: (Week 61 t/m 62) 28-05-2011 t/m 04-06-2011 | Hitnotering: (Week 1 t/m 35) 24-10-2009 t/m 19-06-2010 Hitnotering: (Week 36 t/m 54) 30-10-2010 t/m 05-03-2011 Hitnotering: (Week 55 t/m 56) 19-03-2011 t/m 26-03-2011 Hitnotering: (Week 57 t/m 60) 16-04-2011 t/m 07-05-2011 Hitnotering: (Week 61 t/m 62) 28-05-2011 t/m 04-06-2011 | Hitnotering: (Week 1 t/m 35) 24-10-2009 t/m 19-06-2010 Hitnotering: (Week 36 t/m 54) 30-10-2010 t/m 05-03-2011 Hitnotering: (Week 55 t/m 56) 19-03-2011 t/m 26-03-2011 Hitnotering: (Week 57 t/m 60) 16-04-2011 t/m 07-05-2011 Hitnotering: (Week 61 t/m 62) 28-05-2011 t/m 04-06-2011 | Hitnotering: (Week 1 t/m 35) 24-10-2009 t/m 19-06-2010 Hitnotering: (Week 36 t/m 54) 30-10-2010 t/m 05-03-2011 Hitnotering: (Week 55 t/m 56) 19-03-2011 t/m 26-03-2011 Hitnotering: (Week 57 t/m 60) 16-04-2011 t/m 07-05-2011 Hitnotering: (Week 61 t/m 62) 28-05-2011 t/m 04-06-2011 | Hitnotering: (Week 1 t/m 35) 24-10-2009 t/m 19-06-2010 Hitnotering: (Week 36 t/m 54) 30-10-2010 t/m 05-03-2011 Hitnotering: (Week 55 t/m 56) 19-03-2011 t/m 26-03-2011 Hitnotering: (Week 57 t/m 60) 16-04-2011 t/m 07-05-2011 Hitnotering: (Week 61 t/m 62) 28-05-2011 t/m 04-06-2011 | Hitnotering: (Week 1 t/m 35) 24-10-2009 t/m 19-06-2010 Hitnotering: (Week 36 t/m 54) 30-10-2010 t/m 05-03-2011 Hitnotering: (Week 55 t/m 56) 19-03-2011 t/m 26-03-2011 Hitnotering: (Week 57 t/m 60) 16-04-2011 t/m 07-05-2011 Hitnotering: (Week 61 t/m 62) 28-05-2011 t/m 04-06-2011 | Hitnotering: (Week 1 t/m 35) 24-10-2009 t/m 19-06-2010 Hitnotering: (Week 36 t/m 54) 30-10-2010 t/m 05-03-2011 Hitnotering: (Week 55 t/m 56) 19-03-2011 t/m 26-03-2011 Hitnotering: (Week 57 t/m 60) 16-04-2011 t/m 07-05-2011 Hitnotering: (Week 61 t/m 62) 28-05-2011 t/m 04-06-2011 | Hitnotering: (Week 1 t/m 35) 24-10-2009 t/m 19-06-2010 Hitnotering: (Week 36 t/m 54) 30-10-2010 t/m 05-03-2011 Hitnotering: (Week 55 t/m 56) 19-03-2011 t/m 26-03-2011 Hitnotering: (Week 57 t/m 60) 16-04-2011 t/m 07-05-2011 Hitnotering: (Week 61 t/m 62) 28-05-2011 t/m 04-06-2011 | Hitnotering: (Week 1 t/m 35) 24-10-2009 t/m 19-06-2010 Hitnotering: (Week 36 t/m 54) 30-10-2010 t/m 05-03-2011 Hitnotering: (Week 55 t/m 56) 19-03-2011 t/m 26-03-2011 Hitnotering: (Week 57 t/m 60) 16-04-2011 t/m 07-05-2011 Hitnotering: (Week 61 t/m 62) 28-05-2011 t/m 04-06-2011 | Hitnotering: (Week 1 t/m 35) 24-10-2009 t/m 19-06-2010 Hitnotering: (Week 36 t/m 54) 30-10-2010 t/m 05-03-2011 Hitnotering: (Week 55 t/m 56) 19-03-2011 t/m 26-03-2011 Hitnotering: (Week 57 t/m 60) 16-04-2011 t/m 07-05-2011 Hitnotering: (Week 61 t/m 62) 28-05-2011 t/m 04-06-2011 | Hitnotering: (Week 1 t/m 35) 24-10-2009 t/m 19-06-2010 Hitnotering: (Week 36 t/m 54) 30-10-2010 t/m 05-03-2011 Hitnotering: (Week 55 t/m 56) 19-03-2011 t/m 26-03-2011 Hitnotering: (Week 57 t/m 60) 16-04-2011 t/m 07-05-2011 Hitnotering: (Week 61 t/m 62) 28-05-2011 t/m 04-06-2011 | Hitnotering: (Week 1 t/m 35) 24-10-2009 t/m 19-06-2010 Hitnotering: (Week 36 t/m 54) 30-10-2010 t/m 05-03-2011 Hitnotering: (Week 55 t/m 56) 19-03-2011 t/m 26-03-2011 Hitnotering: (Week 57 t/m 60) 16-04-2011 t/m 07-05-2011 Hitnotering: (Week 61 t/m 62) 28-05-2011 t/m 04-06-2011 | Hitnotering: (Week 1 t/m 35) 24-10-2009 t/m 19-06-2010 Hitnotering: (Week 36 t/m 54) 30-10-2010 t/m 05-03-2011 Hitnotering: (Week 55 t/m 56) 19-03-2011 t/m 26-03-2011 Hitnotering: (Week 57 t/m 60) 16-04-2011 t/m 07-05-2011 Hitnotering: (Week 61 t/m 62) 28-05-2011 t/m 04-06-2011 |
| Week: | 1 | 2 | 3 | 4 | 5 | 6 | 7 | 8 | 9 | 10 | 11 | 12 | 13 | 14 | 15 | 16 | 17 |
| --- | --- | --- | --- | --- | --- | --- | --- | --- | --- | --- | --- | --- | --- | --- | --- | --- | --- |
| Positie: | 37 | 32 | 29 | 29 | 34 | 41 | 13 | 22 | 28 | 39 | 27 | 24 | 24 | 14 | 16 | 16 | 32 |
| Week: | 18 | 19 | 20 | 21 | 22 | 23 | 24 | 25 | 26 | 27 | 28 | 29 | 30 | 31 | 32 | 33 | 34 |
| Positie: | 34 | 34 | 16 | 10 | 29 | 42 | 50 | 49 | 46 | 10 | 31 | 27 | 38 | 50 | 62 | 22 | 47 |
| Week: | 35 | | 36 | 37 | 38 | 39 | 40 | 41 | 42 | 43 | 44 | 45 | 46 | 47 | 48 | 49 | 50 |
| Positie: | 90 | uit | 8 | 30 | 31 | 47 | 55 | 41 | 49 | 73 | 59 | 33 | 40 | 68 | 67 | 53 | 46 |
| Week: | 51 | 52 | 53 | 54 | | 55 | 56 | | 57 | 58 | 59 | 60 | | 61 | 62 | | |
| Positie: | 25 | 72 | 72 | 98 | uit | 44 | 95 | uit | 88 | 62 | 96 | 96 | uit | 92 | 91 | uit | |

#### NPO Radio 2 Top 2000
| Nummer met noteringen in de NPO Radio 2 Top 2000 | '10 | '11 | '12  | '13  | '14  |
| ------------------------------------------------ | --- | --- | ---- | ---- | ---- |
| Use Somebody                                     | 358 | 655 | 1076 | 1195 | 1530 |

1. ↑  Een vetgedrukt getal geeft de hoogste notering aan.
2. ↑  2010 was het eerste jaar met een notering voor dit nummer.
3. ↑  Deze tabel is bijgewerkt tot en met de laatste editie (2024).

## Versie Ultrabeat
Ook is het nummer gecoverd door Ultrabeat, een Britse danceact. Deze versie is ook nog een aantal keren geremixt, maar is minder bekend geworden dan het origineel van Kings of Leon en de versie van Laura Jansen.

## Trivia
- Tijdens de auditie ronde van het eerste seizoen van The voice of Holland zong Ben Saunders dit lied en liet na drie woorden al drie van de vier coaches omdraaien.